# VTT-323
VTT-323은 조선민주주의인민공화국에서 개발된 궤도식 병력 수송 장갑차이다. M1973, 승리 장갑차라고도 불린다. VTT-323은 조선인민군의 표준 장갑차가 되었고, 다양한 파생형이 개발되었다.

## 구조
VTT-323 장갑차는 중화인민공화국의 63식 장갑차를 기반으로 개발된 것으로 추측된다. 하지만 63식보다 차체가 연장되었고 보기륜이 5개로 하나 더 늘어났다. 미국이 이 차량을 M-1973으로 명명한 것으로 보아 최초로 미 정보당국에 노출된 것은 1973년으로 보인다.
VTT-323은 소화기와 파편으로부터 방호력을 제공하는 상자형의 철제용접 차체로 이뤄져 있다. 차체 양쪽 측면에 최소 둘 이상의 총안이 있으며, 병력의 승하차는 차체 뒤쪽에 있는 문을 통해 이뤄진다. 차내의 배치는 63식과 같다. 원본인 63식이 수상주행능력이 있고 또 이 차량의 전면에도 파도막이가 설치되어 있는 것으로 보아 이 차량도 수상주행능력을 보유하고 있는 것으로 보인다.
차체 상부에는 14.5mm기관총 2정 혹은 14.5mm기관총 한 정과 7.62mm기관총 한 정을 장비한 회전포탑이 설치되어 있다. 이 포탑의 상부에는 4문의 화승총(SA-7/SA-16)발사기가 장착되어있다.
승무원은 3명이고, 추가로 완전무장한 병력 10명의 탑승이 가능하다.

## 계열 차량
- 대전차차량 - 포탑을 없애고 수성포(AT-3 새거) 4문을 장착한 형식.
- 다련장로켓차량 - 포탑을 없애고 107mm 18연장 다련장 로켓을 차체 후부에 장착한 형식.
- 자주박격포차량 - 기계화 대대의 자주박격포 포대를 구성하기 위해 82mm 박격포를 장착한 형식.
- PT-85 : VTT-323의 차체에 85mm포를 장비한 포탑을 얹은 수륙양용전차.
- M1977 122mm 자행포 : 122mm D-30 곡사포를 장비한 자주포 형식. 화승총(SA-7/SA-16) 1문을 추가로 장비한 차량도 보인다.
- M1981 122mm 자행포 : 122mm D-74 곡사포를 장비한 자주포 형식. 화승총(SA-7/SA-16) 1문을 추가로 장비한 차량도 보인다.
- M1992 자주박격포 : 2S9 NONA 120mm 자주박격포의 포탑을 카피하여 VTT-323의 차체에 올린 형식.
- M1985 자주대공포 : 쌍열 37mm 대공포를 장비한 자주대공포 형식.
- KN-01 순항미사일 발사차량[1]